# 约阿基姆·努尔贝里
约阿基姆·努尔贝里（瑞典語：Joackim Norberg，1968年7月31日—），瑞典男子射击运动员。他曾代表瑞典参加2016年和2020年夏季残疾人奥林匹克运动会射击比赛，其中2016年夏季残奥会获得一枚银牌。